# 생산양식
생산양식(生産樣式, 독일어: Produktionsweise 프로둑티온스바이제[*])은 카를 마르크스의 역사적 유물론 이론에서 다음 두 가지가 조합된 것이다.
1. 생산력: 생산수단(e.g. 연장, 기계, 건물, 기반시설, 지식, 토지, 동식물 등)과 그 생산수단을 운용할 인간의 노동력
2. 생산관계: 사회의 생산자산을 소유, 통제하는 권력관계 및 협업 분업에서의 관계, 인간과 노동객체 사이의 관계, 사회계급 사이의 관계 등 생산과 관련된 제(諸)관계

애덤 스미스의 생계양식을 비판적 계승한 것이라 할 수 있다.

## 같이 보기
- 토대와 상부구조
- 분업화
- 생산수단
- 사회 체계